# Newkirk (Oklahoma)
Newkirk ist eine Stadt mit dem Status einer City und gleichzeitig Verwaltungssitz (County Seat) des Kay County im US-amerikanischen Bundesstaat Oklahoma. Das U.S. Census Bureau hat bei der Volkszählung 2020 eine Einwohnerzahl von 2.172 ermittelt.

## Geographie
Newkirk liegt 15 Kilometer nördlich von Ponca City, im Osten fließt der Arkansas River. Die nächstgelegene größere Stadt ist Wichita (95 km nördlich) in Kansas. Die Verbindungsstraße U. S. Highway 77 verläuft mitten durch die Stadt, der Interstate 35 ist 15 Kilometer in westlicher Richtung entfernt.
|                        | Jan  | Feb  | Mär  | Apr   | Mai   | Jun   | Jul  | Aug  | Sep  | Okt  | Nov  | Dez  |   |       |
| Mittl. Temperatur (°C) | 0,4  | 3,1  | 7,7  | 13,2  | 18,8  | 23,8  | 26,8 | 26,4 | 21,5 | 14,8 | 7,9  | 1,4  | ⌀ | 13,9  |
| Mittl. Tagesmax. (°C)  | 6,8  | 10,1 | 14,9 | 20,4  | 25,1  | 30,1  | 33,2 | 33,1 | 28,3 | 21,7 | 14,5 | 7,4  | ⌀ | 20,5  |
| Mittl. Tagesmin. (°C)  | −6,0 | −4,0 | 0,6  | 6,0   | 12,4  | 17,6  | 20,4 | 19,7 | 14,8 | 7,9  | 1,2  | −4,6 | ⌀ | 7,2   |
|                        |      |      |      |       |       |       |      |      |      |      |      |      |   |       |
| Niederschlag (mm)      | 24,6 | 42,4 | 77,5 | 102,1 | 131,8 | 145,5 | 99,1 | 87,4 | 93,2 | 97,0 | 55,4 | 42,4 | Σ | 998,4 |
|                        |      |      |      |       |       |       |      |      |      |      |      |      |   |       |
| Regentage (d)          | 4    | 5    | 7    | 7     | 9     | 9     | 7    | 7    | 6    | 7    | 5    | 5    | Σ | 78    |

| −6,0 |

| −4,0 |

| 0,6 |

| 6,0 |

| 12,4 |

| 17,6 |

| 20,4 |

| 19,7 |

| 14,8 |

| 7,9 |

| 1,2 |

| −4,6 |

| −6,0 |

| −4,0 |

| 0,6 |

| 6,0 |

| 12,4 |

| 17,6 |

| 20,4 |

| 19,7 |

| 14,8 |

| 7,9 |

| 1,2 |

| −4,6 |

## Geschichte
Die Gegend war ursprünglich im Besitz der Cherokee. Mit dem Cherokee Outlet kaufte die Regierung von diesen große Landstriche und gab sie zur Besiedlung frei. Daraufhin wurde die Stadt im Jahr 1893 unter dem Namen Lamoreaux gegründet. Dieser Name geht auf Silas W. Lamoreaux, dem für Landverkäufe zuständigen Kommissar zurück. Die neuen Siedler tauften den Ort schon bald in Santa Fe um. Die Eisenbahngesellschaft Atchison, Topeka and Santa Fe Railway akzeptierte diesen Namen jedoch nicht, da bereits weitere Orte gleichen Namens existierten und sie Verwechselungen ausschließen wollte. Da in der Nähe damals die Kleinstadt Kirk existierte, einigten sich die Bürger schließlich auf den noch heute gültigen Namen Newkirk. Als ein Verwaltungssitz im Kay County gesucht wurde, standen Blackwell, Newkirk und Ponca City zur Auswahl. Mit knapper Mehrheit wurde Newkirk gewählt. Einen wirtschaftlichen Aufschwung erlebte Newkirk zu Anfang des 20. Jahrhunderts, als bei Probebohrungen Erdöl gefunden wurde. Heute ist Newkirk überwiegend in der Landwirtschaft und im Tourismus tätig.

## National Register of Historic Places
In Newkirk wurden viele historisch wertvolle Gebäude errichtet, von denen einige in das National Register of Historic Places aufgenommen wurden. Dazu zählen u. a. das Kay County Oklahoma Courthouse, die Chilocco Indian Agricultural School sowie die J.P. Tipton Farmstead.

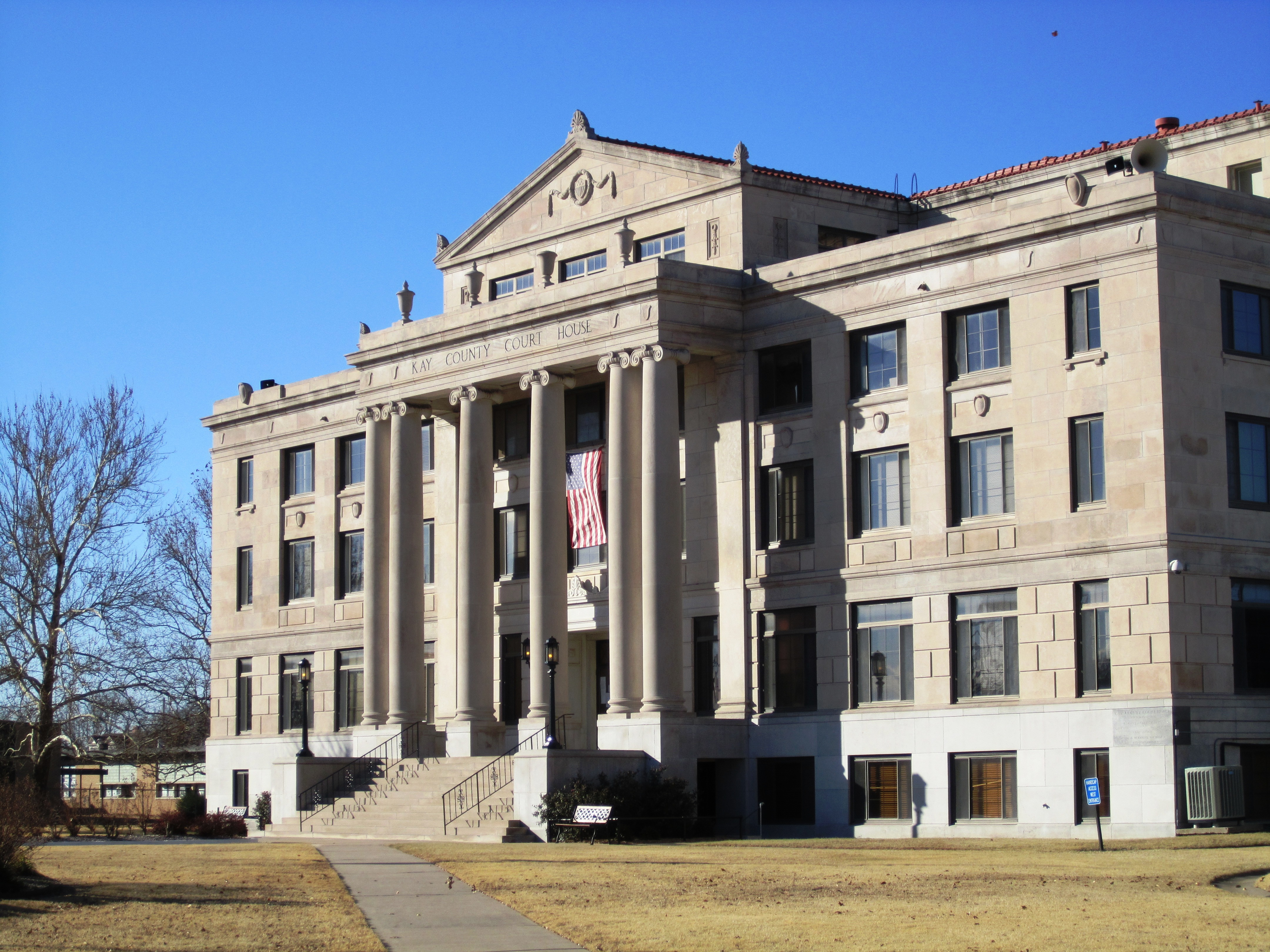
Kay County Oklahoma Courthouse
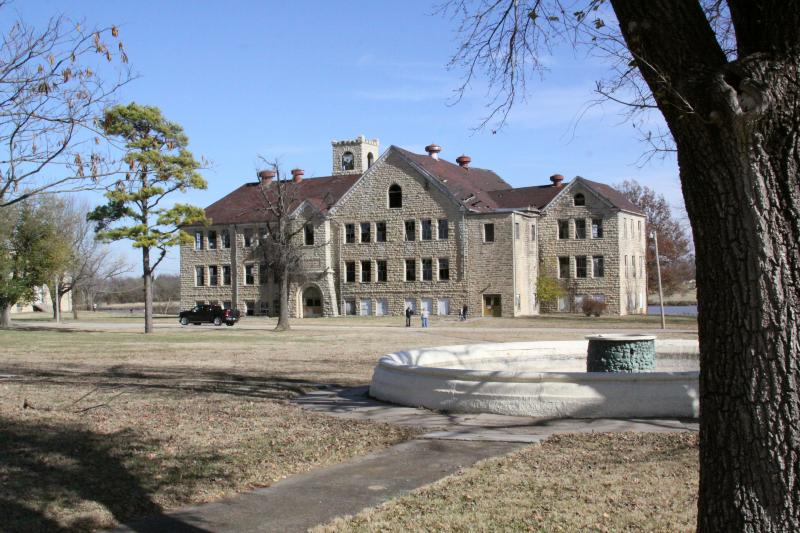
Chilocco Indian Agricultural School

## Demografie
Im Jahr 2012 wurde eine Einwohnerzahl von 2278 Personen ermittelt, was eine Steigerung um 1,6 % gegenüber dem Jahr 2000 bedeutet. Das Durchschnittsalter der Bewohner lag im Jahr 2012 mit 40,8 Jahren nahezu auf dem Durchschnittswert von Oklahoma, der 40,6 Jahre betrug. Etwa 5,8 % der Einwohner sind indianischer Abstammung.
Die maßgeblichsten Einwanderungsgruppen während der Anfänge der Stadt kamen zu 25,6 % aus Deutschland, zu 12,4 % aus Irland und zu 8,5 % aus England.